# يو إف سي 110
يو إف سي 110: نوغيرا ضد فيلاسكيز (بالإنجليزية: UFC 110: Nogueira vs. Velasquez)‏ هو حدث لفنون القتال المختلطة نظمته يو إف سي، أُقيم في 21 فبراير 2010، على أيسر أرينا في سيدني، أستراليا.